# Arwad

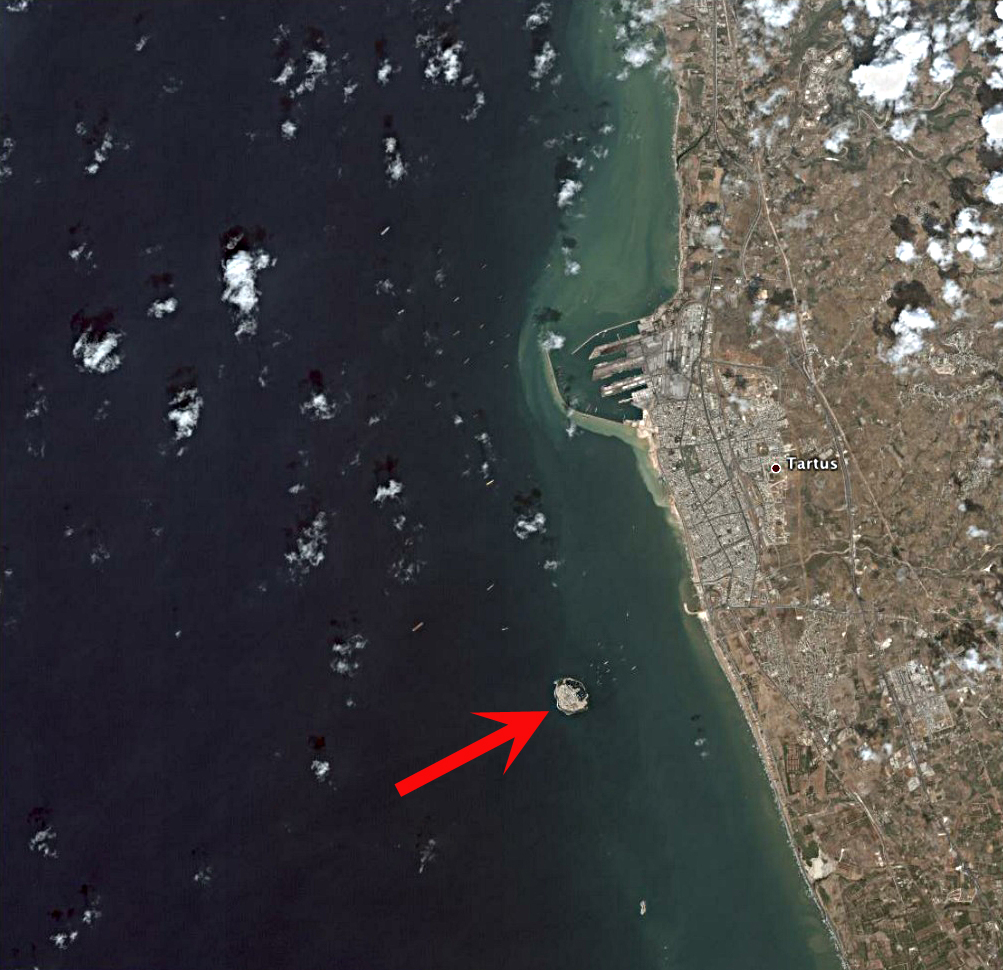
Hình ảnh vệ tinh của Arwad, phía đông là bờ biển Tartus, Syria

Arwad, tên trước đây là Aradus, là một thị trấn ở Syria trên một hòn đảo cùng tên nằm ở Địa Trung Hải. Đây là phó huyện Arwad, một đơn vị hành chính duy nhất. Arwad là hòn đảo duy nhất có người sinh sống ở Syria. Cách Tartus 3 km (1,9 mi) cảng lớn thứ hai ở Syria. Ngày nay, Arwad chủ yếu là một thị trấn đánh cá. Theo Cục Thống kê Trung ương của Syria thì vào năm 2004, đảo có dân số 4.403, chủ yếu là người Hồi giáo Sunni.

## Tên gọi
Ban đầu tên gọi có thể là Aynuk (tiếng Phoenicia: 𐤀𐤉𐤍𐤊, ʾynk). Nó còn được gọi là Jazirat, "Đảo". Gần nhất nó được biết đến với tên gọi Arvad, Arpad và Arphad. Những tên này được Hy Lạp hóa thành Árados (tiếng Hy Lạp cổ: Ἄραδος), và được Latinh hóa thành Aradus. Trong tiếng Ả Rập được gọi là Arwad (أرواد).
Dưới thời Vương quốc Seleukos, Antiochos I Soter đã đổi tên thành Antioch theo tên của vị vua này hoặc cha của Seleukos I Nikator. Nó nên được phân biệt với các thành phố Antioch và Antiochia của Pieria (tiếng Hy Lạp cổ: Ἀντιόχεια τῆς Πιερίας, Antiókeia tôs Pierías).
Nơi này còn mang tên là đảo Ruad.

## Lịch sử

### Lịch sử Cổ đại
Hòn đảo được định cư vào đầu thiên niên kỷ thứ 2 trước Công nguyên bởi những người Phoenicia. Đảo cách Tripoli 50 km (31 mi) về phía bắc, đó là một đảo đá cằn cỗi được bao phủ bởi các công sự và có nhiều tầng cao. Hòn đảo dài khoảng 800 m, rộng 500 m, được bao quanh bởi một bức tường lớn và một bến cảng được xây dựng ở phía đông đối diện đất liền. Nó đã phát triển thành một thành phố thương mại trong thời gian đầu, cũng như hầu hết các thành phố Phoenician khác trên bờ biển này. Nó có một lực lượng hải quân hùng mạnh, và các tàu của nó được nhắc đến trong các di tích của Ai Cập và Assyria. Trong Kinh Thánh, một "Arvad" được ghi nhận là tổ tiên của các "Arvadites", một người Canaan. Thành phố Arwad dường như đã từng có quyền bá chủ ở các thành phố phía bắc Phoenicia, từ cửa sông Orontes đến biên giới phía bắc của Liban, giống như Sidon ở phía nam. Nó dưới quyền một số thành phố lân cận trên đất liền, chẳng hạn như Marat (ngày nay là Amrit) và Sumur trước đây, những thành phố đối diện hòn đảo và một vài km về phía nam. Nó có triều đại và tiền đúc địa phương của riêng mình, và một số tên của các vị vua của nó đã được khám phá.
Thutmosis III của Ai Cập đã đưa hòn đảo này vào một phần chiến dịch của vị vua này ở miền bắc Syria (1472 TCN), và nó đã được chú ý trong các chiến dịch quân sự của Ramesses II vào đầu thế kỷ 13 trước Công nguyên. Hòn đảo cũng được đề cập trong Lá thư Amarna khi nó liên minh với người Amorite trong các cuộc tấn công nhằm vào người Ai Cập ở Syria. Khoảng 1200 năm TCN hoặc thời gian gần nhất sau đó, nó đã bị quân xâm lược từ Tiểu Á và các đảo khác cướp phá, cùng chung số phận như hầu hết các thành phố trên bờ biển. Nhưng nó đã phục hồi khi quân thù bị đẩy lùi.
Sách Ezekiel đề cập đến thủy thủ và binh sĩ của đảo đã phục vụ trong lực lượng của Týros. Tầm quan trọng hàng hải của nó được biểu thị bằng chữ khắc của các vị vua Assyria. Tiglath-pileser I (khoảng năm 1020 TCN) tự hào rằng ông đi thuyền trên tàu Arwad. Ashurnasirpal II (khoảng năm 876 TCN), vua Assyria đã chiếm lấy đảo. Nhưng nó đã nổi dậy và 200 người Arwad đã được đề cập trong số các đồng minh của Hadadezer vua của Aram Damascus trong Trận Qarqar khi tất cả Syria dường như đã liên minh với Shalmaneser III (854 TCN), lúc này, vua của Arwad là Mattan Baal. Nó là xứ phụ lưu của Tiglath-pileser III và Sennacherib. Dưới thời Sennacherib, vua của hòn đảo là Abd-Ilihit (701 TCN), Ashurbanipal (khoảng năm  664 TCN) đã buộc vua Yakinlu đệ trình và gửi một trong những cô con gái của mình trở thành thành viên của hậu cung hoàng gia.
Dưới thời Ba Tư, Arwad được phép hợp nhất trong một liên minh với Sidon và Týros, với một hội đồng chung tại Tripolis. Khi Alexandros Đại đế xâm chiếm Syria vào năm 332 TCN, Arwad dưới thời vua Strato đã thỉnh cầu để tránh chiến tranh, họ đã gửi hải quân của mình để hỗ trợ Alexander trong việc chiếm Týros. Nó dường như đã nhận được sự ưu ái của các vị vua Seleucid của Syria và được hưởng quyền cho những người tị nạn chính trị. Nó được đề cập trong một văn bản từ Rome khoảng 138 TCN liên quan đến các thành phố và nhà cai trị khác ở phương Đông, để thể hiện sự ưu ái đối với người Do Thái. Đó là sau khi Rome đã bắt đầu can thiệp vào công việc của Judea và Syria, và chỉ ra rằng Arwad vẫn còn có tầm quan trọng đáng kể vào thời điểm đó.
Thành phố đã được trích dẫn là một trong những ví dụ đầu tiên được biết đến của một nước cộng hòa ở khu vực Levant, trong đó người dân, chứ không phải là một quốc vương, được mô tả là có quyền hành. Hòn đảo này quan trọng như là một căn cứ cho các dự án thương mại vào lưu vực sông Orontes.

### Giám mục
Thành phố được gọi là Aradus sau khi đã trở thành một giám mục Kitô giáo. Athanasiô thành Alexandria báo cáo rằng, dưới thời Hoàng đế La Mã Constantinus Đại đế, Cymatius, giám mục Công giáo Aradus và Antaradus (có tên cho thấy họ là những thị trấn lân cận đối diện nhau) đã bị người Arian đuổi ra. Tại Công đồng Constantinopolis I năm 381, Mocimus xuất hiện với tư cách là giám mục của Aradus. Vào thời Công đồng Ephesus (431), một số nguồn tin nói về Musaeus là giám mục của Aradus và Antaradus, trong khi những người khác chỉ đề cập đến Aradus hoặc chỉ Antaradus. Alexander đã ở Công đồng Chalcedon vào năm 451 với tư cách là giám mục của Antaradus, Paulus là giám mục của Aradus, trong khi tại một hội nghị được tổ chức tại Antioch ngay trước đó, Paulus đã tham gia với tư cách là giám mục của cả Aradus và Antaradus.
Năm 458, Atticus ký với tư cách là giám mục của Aradus, thư của các giám mục của tỉnh Phoenicia Prima gửi Hoàng đế Byzantine Leo I, người Thracian phản đối về vụ giết Proterius của Alexandria. Theodorus hay Theodosius, người đã chết năm 518, được đề cập đến với tư cách là giám mục của Antaradus trong một lá thư từ các giám mục của tỉnh về Severus của Antioch được đọc tại một hội nghị do Tổ phụ Mennas của Constantinople tổ chức. Các hoạt động của Công đồng Constantinopolis II năm 553 đã được Asyncretius ký với tư cách là giám mục của Aradus. Vào thời điểm của các cuộc thập tự chinh, Antaradus, lúc đó được gọi là Tartus hoặc Tortosa, là một giáo phận Giáo hội Latinh, có giám mục cũng giữ các danh hiệu Aradus và Maraclea (có lẽ là Rachlea).
Nó đã được hợp nhất với Famagusta ở Síp vào năm 1295. Không còn là một giám mục dân cư, Aradus ngày nay được Giáo hội Công giáo Rôma liệt kê là một giáo phận không còn hoạt động.

### Lịch sử thời trung cổ
Xem thêm: Liên minh Frank-Mông Cổ, Sự sụp đổ của Ruad
Trong nửa cuối thế kỷ 13, vào thời kỳ Thập tự chinh, đảo Ruad đã được sử dụng làm đầu cầu và khu vực dàn quân của Thập tự quân. Đó là mảnh đất cuối cùng mà Thập tự quân duy trì ở Thánh địa, khi họ đang chiến đấu một trận thất thế chống lại người Hồi giáo.
Thập tự quân đã mất quyền kiểm soát đất liền vào năm 1291 (xem: Sự sụp đổ của Acre), và vương quốc Jerusalem đang bị thu hẹp dần đã được chuyển đến đảo Síp. Vào cuối năm 1300, trong nỗ lực phối hợp các hoạt động quân sự với nhà lãnh đạo Mông Cổ của Hãn quốc Y Nhi là Ghazan, Người Síp đã chuẩn bị một lực lượng trên bộ gồm khoảng 600 người: 300 dưới quyền Amalric, Chúa của Tyre, con trai của Hugh III của Síp, và các thành viên tương tự từ các Hiệp sĩ Đền thánh và Hiệp sĩ Cứu tế. Những người đàn ông và những con ngựa của họ được đưa từ đảo Síp đến khu vực tổ chức ở Ruad, từ đó họ đã phát động các cuộc tấn công vào Tartus trong khi chờ quân tiếp viện của Mông Cổ. Khi người Mông Cổ không đến được, phần lớn các lực lượng Kitô giáo đã quay trở lại đảo Síp, mặc dù một đơn vị đồn trú đã bị bỏ lại trên Ruad, nơi được điều khiển bởi các nhóm lực lượng khác nhau của người Síp. Giáo hoàng Clêmentê V chính thức trao quyền sở hữu hòn đảo cho Hiệp sĩ Đền thánh, những người (vào năm 1302) duy trì một đơn vị đồn trú với 120 hiệp sĩ, 500 cung thủ và 400 người trợ giúp Syria, dưới quyền Nguyên soái Barthélemy de Quincy.
Vào tháng 2 năm 1301, quân Mông Cổ đã đến với lực lượng 60.000 người, nhưng không thể làm gì khác hơn là tham gia vào một số cuộc tấn công quanh Syria. Nhà lãnh đạo Mông Cổ Kutlushah đóng quân 20.000 kỵ binh trong thung lũng Jordan để bảo vệ Damascus, nơi một thống đốc Mông Cổ được cài đặt. Tuy nhiên, ngay sau đó, họ phải rút.
Những người Mamluk Ai Cập, người đã tái lập một cách có hệ thống quyền kiểm soát đối với Palestine và Syria, cũng tìm cách chiếm lấy Ruad. Một hạm đội Mamluk đổ bộ một lực lượng lên đảo, tham gia tấn công vào các Hiệp sĩ cố thủ, và sau đó thiết lập một cuộc bao vây kéo dài, lên đến đỉnh điểm là Sự sụp đổ của Ruad và Thập tự quân đầu hàng vào ngày 26 tháng 9 năm 1302, theo lời hứa không bị bức hại. Tuy nhiên, lời hứa đã không được thực hiện: tất cả các cung thủ và người giúp việc Syria đã bị giết, và các hiệp sĩ Templar được gửi đến các nhà tù ở Cairo.